# Camptotypus ferrugineus
Camptotypus ferrugineus är en stekelart som först beskrevs av Cameron 1905.  Camptotypus ferrugineus ingår i släktet Camptotypus och familjen brokparasitsteklar. Inga underarter finns listade.